# Sergio Saturno
Sergio Omar Saturno (Buenos Aires, Argentina; 18 de septiembre de 1960) es un exfutbolista argentino que se desempeñaba como delantero. Integró varios planteles de varios clubes entre los que se destacan Boca Juniors, Huracán, Rosario Central, entre otros. Debutó en 1979 jugando para Talleres de Remedios de Escalada y se retiró en 1995 en Platense. Fue director técnico de la quinta división del Club Atlético Boca Juniors hasta diciembre de 2019.

## Clubes
| Club                    | País      | Año       |
| ----------------------- | --------- | --------- |
| Talleres (RdE)          | Argentina | 1979-1981 |
| Atlético Bucaramanga    | Colombia  | 1981      |
| El Porvenir             | Argentina | 1982      |
| Los Andes               | Argentina | 1983      |
| Colón                   | Argentina | 1984      |
| Rosario Central         | Argentina | 1985      |
| Lanús                   | Argentina | 1986-1987 |
| Gimnasia y Esgrima (LP) | Argentina | 1987-1989 |
| Huracán                 | Argentina | 1989-1992 |
| Boca Juniors            | Argentina | 1992-1994 |
| Platense                | Argentina | 1994-1995 |

## Palmarés

### Campeonatos nacionales
| Título           | Club            | País      | Torneo        |
| ---------------- | --------------- | --------- | ------------- |
| Segunda División | Rosario Central | Argentina | 1985          |
| Segunda División | Huracán         | Argentina | 1989/90       |
| Primera División | Boca Juniors    | Argentina | Apertura 1992 |

### Campeonatos internacionales
| Título                   | Club         | País      | Torneo |
| ------------------------ | ------------ | --------- | ------ |
| Copa Master de Supercopa | Boca Juniors | Argentina | 1992   |
| Copa de Oro              | Boca Juniors | Argentina | 1993   |